# Sagy (Val-d'Oise)
Sagy is een gemeente in het Franse departement Val-d'Oise (regio Île-de-France) en telt 1127 inwoners (1999). De plaats maakt deel uit van het arrondissement Pontoise.

## Geografie
De oppervlakte van Sagy bedraagt 10,5 km², de bevolkingsdichtheid is 107,3 inwoners per km².
De onderstaande kaart toont de ligging van Sagy (Val-d'Oise) met de belangrijkste infrastructuur en aangrenzende gemeenten.

## Demografie
Onderstaande figuur toont het verloop van het inwonertal (bron: INSEE-tellingen).